# Marsha Hunt
Marsha Hunt (ur. 17 października 1917 w Chicago, zm. 7 września 2022 w Los Angeles) – amerykańska aktorka filmowa i telewizyjna; gwiazda kina z przełomu lat 30. i 40. W okresie maccartyzmu umieszczona na tzw. czarnej liście Hollywood, co doprowadziło w efekcie do załamania jej aktorskiej kariery.

## Kariera

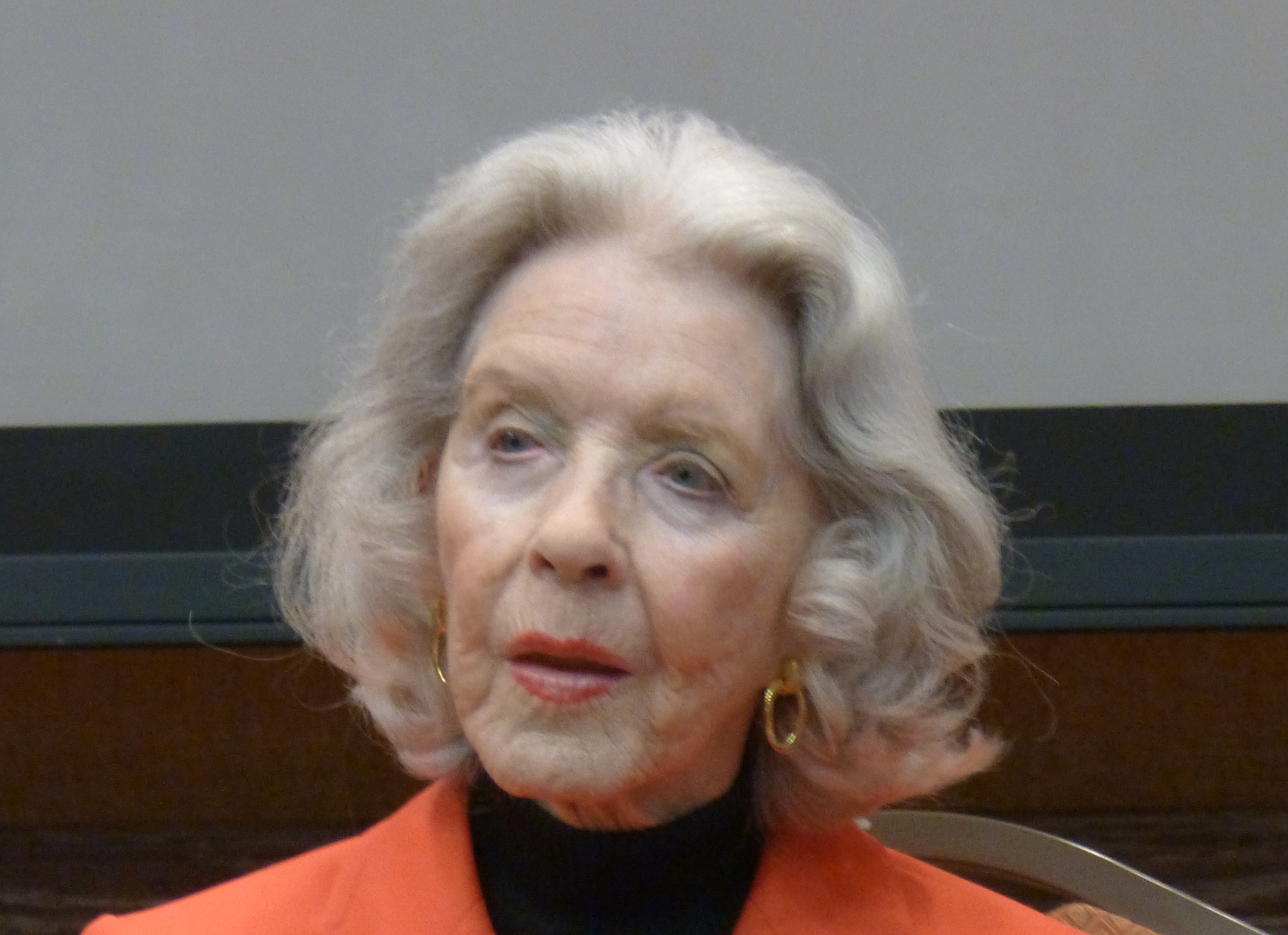
Marsha Hunt w listopadzie 2013

Ukończyła Theodore Irving School of Dramatic. W czasie studiów pracowała jako modelka i piosenkarka. Już w 1934 podpisała kontrakt z wytwórnią Paramount Pictures, a rok później jako 18-latka zadebiutowała na ekranie. Na przełomie lat 30. i 40. często udzielała się politycznie, podpisując m.in. szereg petycji promujących liberalne idee i potępiających komunizm. Niebawem wraz ze swym drugim mężem została wpisana na czarną listę Hollywood. 27 października 1947 udała się wraz z grupą 30 aktorów, reżyserów i pisarzy do Waszyngtonu, aby zaprotestować przeciwko działaniom Kongresu. Gdy wróciła do Hollywood postawiono jej warunek; jeśli wyrzeknie się swoich politycznych przekonań to otrzyma pracę. Hunt odmówiła. Do 1950 wystąpiła w blisko 50 filmach, a po opublikowaniu "czarnej listy" w przeciągu kolejnych 10 lat pojawiła się już tylko w kilku produkcjach. Od początku lat 60. występowała już tylko gościnnie w serialach telewizyjnych. Ma na swoim koncie udział w takich serialowych pozycjach jak m.in.: Alfred Hitchcock przedstawia, Strefa mroku, Matlock, Napisała: Morderstwo, Star Trek: Następne pokolenie. Na duży ekran wróciła już tylko raz grając matkę głównego bohatera w głośnym filmie Daltona Trumbo Johnny poszedł na wojnę (1971). W 1988 po raz ostatni pojawiła się gościnnie w jednym z odcinków serialu Star Trek: Następne pokolenie. Jednak po 20 latach przerwy znów powróciła na ekran pojawiając się w dwóch filmowych produkcjach.

## Życie prywatne
Pierwsze małżeństwo zawarła w wieku 21 lat ze starszym o 10 lat reżyserem Jerrym Hopperem. Przetrwało ono 5 lat. W 1946 poślubiła scenarzystę Roberta Presnella, Jr. Byli małżeństwem przez 40 lat, aż do jego śmierci w 1986. Jej jedyne dziecko zmarło dzień po urodzeniu.

## Wybrana filmografia

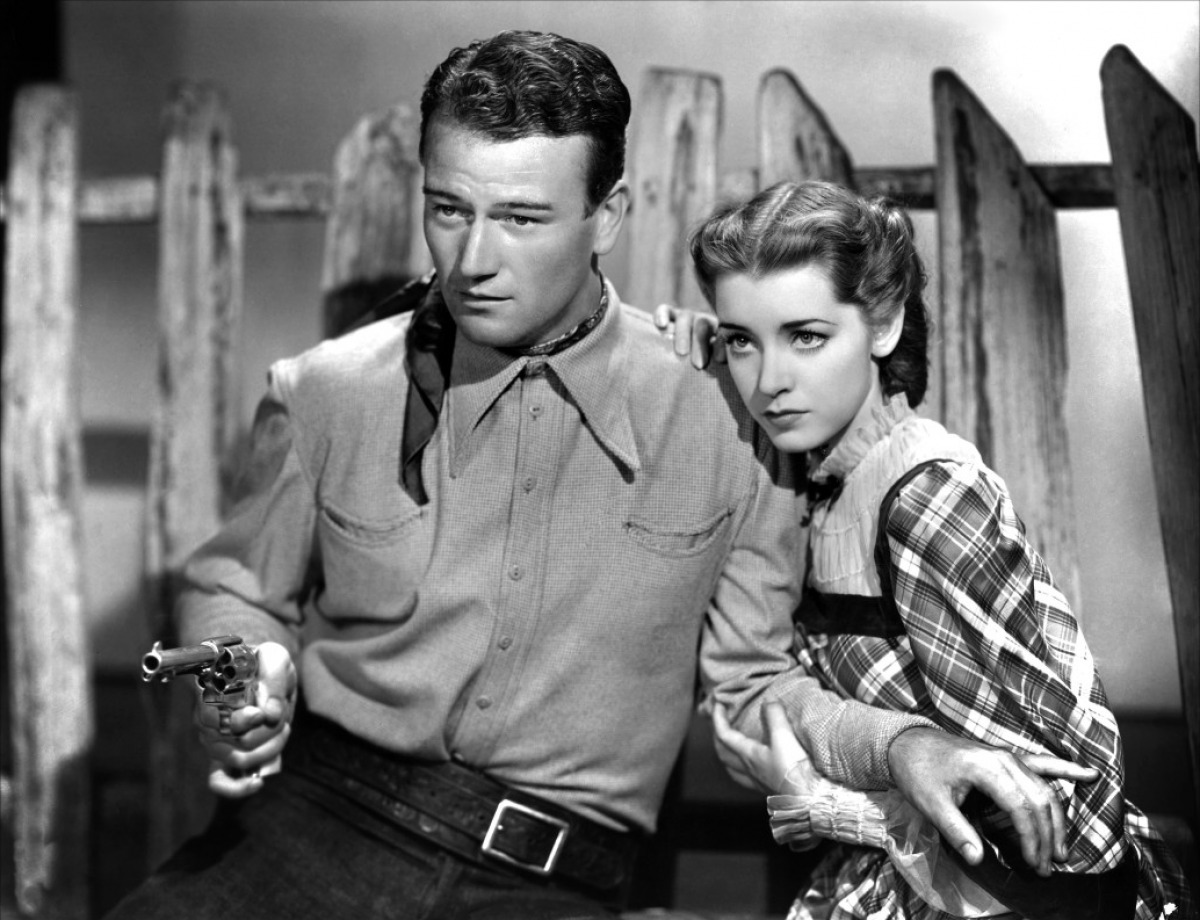
Z Johnem Wayne'em w scenie z filmu Urodzony dla Dzikiego Zachodu (1937)

- The Virginia Judge (1935) jako Mary Lee Calvert (aktorski debiut)
- Urodzony dla Dzikiego Zachodu (1937) jako Judy Rustoe
- Duma i uprzedzenie (1940) jako Mary Bennet
- Kwiaty pokryte kurzem (1941) jako Charlotte Kahly
- Komedia ludzka (1943) jako Diana Steed
- Dolina decyzji (1945) jako Constance Scott
- Szczęśliwy czas (1952) jako Susan Bonnard
- Bombowce B-52 (1957) jako Edith Brennan
- Johnny poszedł na wojnę (1971) jako matka Joego